# Кутиров, Роландо
Роландо Кутиров (Реджепагич; род. 23 января 1962) — македонский шахматист, гроссмейстер (1996).
В составе национальной сборной участник 3-х олимпиад (1994—1998) и 11-го командного чемпионата Европы (1997) в г. Пуле.
В составе различных команд участник 2-х клубных Кубков европейских клубов (1999, 2001).
Участник личного чемпионата Европы по шахматам 2001 года.

## Изменения рейтинга
| Графики недоступны из-за технических проблем. См. информацию на Фабрикаторе и на mediawiki.org. |